# Уолтц, Иан
Иан Скотт Уолтц (англ. Ian Scott Waltz; род. 15 апреля 1977, Пост-Фолс, Айдахо) — американский легкоатлет, специалист по метанию диска. Выступал за сборную США по лёгкой атлетике в 1996—2010 годах, бронзовый призёр Кубка мира, трёхкратный победитель национального чемпионата Соединённых Штатов, участник двух летних Олимпийских игр.

## Биография
Иан Уолтц родился 15 апреля 1977 года в городе Пост-Фолс, штат Айдахо. Впоследствии проживал в Бивертоне, Орегон, где представлял легкоатлетический клуб Nike.
Впервые заявил о себе в лёгкой атлетике на международном уровне в сезоне 1996 года, когда вошёл в состав американской национальной сборной и выступил на юниорском мировом первенстве в Сиднее, где стал шестым в толкании ядра и пятым в метании диска.
Занимался лёгкой атлетикой во время учёбы в Университете штата Вашингтон, состоял в местной легкоатлетической команде, неоднократно принимал участие в различных студенческих соревнованиях, в частности в 2000 году с результатом 58,72 занял девятое место в метании диска в первом дивизионе чемпионата Национальной ассоциации студенческого спорта (NCAA).
В 2002 году выиграл в метании диска бронзовую медаль на чемпионате США в Пало-Альто (62,26).
Благодаря череде удачных выступлений удостоился права защищать честь страны на летних Олимпийских играх 2004 года в Афинах — на предварительном квалификационном этапе метнул диск на 58,97 метра, чего оказалось недостаточно для выхода в финал.
В 2005 году в той же дисциплине выиграл чемпионат США в Карсоне (64,54), был пятым на чемпионате мира в Хельсинки (64,27).
В мае 2006 года на соревнованиях в Салинасе установил свой личный рекорд в метании диска — 68,91 метра. Помимо этого, на турнире в Индианаполисе защитил звание чемпиона США (64,52), стал четвёртым на Всемирном легкоатлетическом финале в Штутгарте (62,94), завоевал бронзовую награду на Кубке мира в Афинах (62,12).
В 2007 году с результатом 63,60 стал серебряным призёром чемпионата США в Индианаполисе, уступив Майклу Робертсону. На чемпионате мира в Осаке метнул молот на 62,67 метра и в финал не вышел.
В июле 2008 года с результатом 65,87 выиграл национальный олимпийский отборочный турнир в Юджине, тем самым стал трёхкратным чемпионом США по лёгкой атлетике и благополучно прошёл отбор на Олимпийские игры в Пекине. На Олимпиаде в программе метания диска показал результат 60,02 метра, не сумев преодолеть предварительный квалификационный этап.
На чемпионате США 2009 года в Юджине взял бронзу (61,91), на чемпионате мира в Берлине в финал не вышел (62,04).
Завершил спортивную карьеру по окончании сезона 2012 года.
Женат на олимпийской чемпионке по прыжкам с шестом Стейси Драгиле, есть дочь.